# Leucania subpunctata
Leucania subpunctata är en fjärilsart som beskrevs av Harvey 1875. Leucania subpunctata ingår i släktet Leucania och familjen nattflyn. Inga underarter finns listade i Catalogue of Life.